# Битва на Ольшаниці (1150)
Битва на Ольшаниці — відбулася 27 серпня 1150 року.

## Передісторія битви
Битва на річці Ольшаниці (сучасна назва — Раківка) була одним із епізодів міжусобної війни між князями за київський престол. Конфлікт розпочався у 1146 році, коли київський князь Ізяслав Мстиславич розбив війська чернігівських Ольговичів. Згодом київський князь здійснив похід проти союзника Святослава Ольговича — Юрій Долгорукого у Володимиро-Суздальску землю. В 1149 році в битві під Переяславом війська Юрія Долгорукого і Святослава Ольговича розбили військо Ізяслава, який був змушений відступити з Києва. В 1150 році Ізяслав Мстиславич зміг повернути собі Київ, однак на допомогу Юрію Долгорукому прийшов галицький князь Володимирко.

## Сили сторін
Точна чисельність сторін невідома. Військо Ізяслава складалося із дружини, киян та чорних клобуків.
Військо Володимирка складалося з галицьких полків. Відомо, що воно було більше за військо Ізяслава.
Відомо, що чорні клобуки, побачивши більше військо Володимирка, почали відмовляти Ізяслава від битви:
|  | Княже! Сила його велика, а в тебе мало дружини. Щоби не перейшов він на нас через ріку! Не погуби нас і сам не погибни! Адже ти наш князь. Коли ти будеш мати силу,— і ми з тобою. А нині — не твій час. Поїдь звідси![джерело?] |

## Перебіг битви
Битва відбулася зранку 27 серпня. Володимирко зі своїми полками перейшов Стугну і Ольшаницю, ставши у верхів'ї ції річки. В цей час на його військо напав загін чорних клобуків, які захопили в полон кількох чоловік. Згодом підійшло військо Ізяслава. Стрільці почали перестрілюватися через ріку. Чорні клобуки, побачивши більш чисельне військо, намагалися відмовити князя від битви, а коли він не погодився, залишили поле бою. Це ж саме зробили кияни. Залишившися лише з дружино, Ізяслав також почав відступати. Володимр перейшов у наступ і розгромив обоз війська київського князя.
|  | Кияни побігли од нього назад, і чорні клобуки побігли звідти до своїх веж. Ізяслав же, це побачивши, сказав дружині своїй: «Уже мені доїхати тільки з чужоземцями, з уграми і з ляхами. А моя дружина вже перелякана». А тоді й сам він побіг звідти. Володимир же, бачивши це, що кияни біжать, а сюди чорні клобуки за нього заходять, сказав: «Обман се. Ізяслав десь тут перебуває з полками своїми в торах». І через те все військо Ізяслава вціліло, а вони не одважились услід за ними погнатися. Ізяслав же прибіг до Києва, а Володимирова дружина догнала тил його,— тих захопили, а других перебили[джерело?] |

## Результат та наслідки
Втрати обох сторін були незначними, однак військо Ізяслава було розсіне.
Повернувшись до Києва, Ізяслав дізнався про початок переправи Юрія Долгорукого і Святославичів через Дніпро, і покинув місто. Побоюючись галичан, кияни взяли на князювання Юрія Долгорукого.
Було організовано стратегічне переслідування Ізяслава. Святослав Всеволодович і Борис Юрійович переслідували його до Чортового лісу. Потім Володимир Галицький вигнав Мстислава Ізяславича із зайнятого ним Дорогобужа в Луцьк, потім підступив до Луцька, де княжив Володимир Мстиславич, але не зміг його взяти, і пішов до Галича, посадивши в Дорогобужі Мстислава Юрійовича.
Через рік Ізяслав Мстиславич зібрав велике військо, куди ввійшло також 10 тис. угорців, і вигнав Юрія Долгорукого з Києва.